# 帕喬

帕喬是哥倫比亞的城鎮，位於該國中部，由昆迪納馬卡省負責管轄，距離首都波哥大88公里，始建於1604年，面積403平方公里，海拔高度1,905米，2005年人口24,766。

## 外部連結
- （西班牙文） Pacho official website （页面存档备份，存于）

5°08′N 74°10′W / 5.133°N 74.167°W